# Aeropuerto de Ailigandí
El aeropuerto de Ailigandí (IATA: AIL) es un aeródromo público panameño que sirve al corregimiento de Ailigandí, una ciudad isla en la comarca Guna Yala.
El aeródromo está ubicado a aproximadamente 400 metros al sureste de la isla de Ailigandí. El acceso a la isla desde el aeródromo es por lancha ya que no hay puentes a la isla. Al estar ubicado en una zona remota y aislada del país, el aeródromo no tiene acceso por carretera.

## Información técnica
El aeropuerto tiene una pista de aterrizaje de hormigón que mide 400 metros en longitud. 
El VOR de La Palma (Ident: PML) está localizado a 91 kilómetros al sur del aeródromo.